# Àssad ibn Nasr
Àssad ibn Nasr fou un visir de l'atabeg salghúrida de Fars Sad ibn Zengi (1197-1226). Apareix també amb els títols d'Amid al-Mulk Abu Ghanem Abu l-Muzaffar, i era probablement nadiu d'Abzar al Fars (al sud de Siraz).
El 209/1210 va anar en missió a la cort d'Ala al-Din Muhammad a Coràsmia, que impressionat pels seus coneixements literaris i poètics el va voler conservar com a visir a la seva cort, però no ho va aconseguir. A la mort de Sad ibn Zengi el 1226 el seu successor Abu Bakr el va acusar de ser un espia dels Khwarazm-xah i el va empresonar junt amb el seu fill a la fortalesa d'Oskinvan prop d'Ishtakhr on va morir vers el maig del 1227.